# حرف باز
حرف‌باز (من الفارسية، ترجمة تقريبية للفظة OpenType) هو محرك تخطيط أبن‌تيب حر. يهدف المشروع إلى توحيد تنسيق النصوص في البرمجيات الحرة. اشتق كود المشروع في البداية من مكتبة فري تيب وطور في بانغو وكيو تي كل على حدة، ثم دُمج في النهاية في مستودع واحد.